# David García del Valle
David García del Valle (nascido em 13 de junho de 1981) é um judoca paralímpico espanhol. David soma presenças nos Jogos Paralímpicos de 2000, 2004, 2008 e 2012, onde, na categoria até 66 kg, conquistou a medalha de prata em 2000 e 2004.